# Hermann Finck
Hermann Finck (ur. 21 marca 1527 w Pirnie, zm. 28 grudnia 1558 w Wittenberdze) – niemiecki kompozytor i teoretyk muzyki.

## Życiorys
Był stryjecznym wnukiem Heinricha Fincka. Prawdopodobnie kształcił się w rodzinnym mieście, następnie był członkiem kapeli nadwornej arcyksięcia Ferdynanda I Habsburga. W 1545 roku podjął studia prawnicze na uniwersytecie w Wittenberdze, gdzie później został wykładowcą muzyki (1554) i organistą (1557).

## Twórczość
Komponował głównie motety, część z nich o przeznaczeniu weselnym. Był autorem traktatu Practica musica (Wittenberga 1556). Dzieło to porusza podstawowe problemy podejmowane przez XVI-wieczną teorię muzyki, zawiera w formie przykładów prawie 100 kompozycji współczesnych autorowi twórców.